# قطعنامه ۳۰۷ شورای امنیت
قطعنامه ۳۰۷ شورای امنیت سازمان ملل متحد که در تاریخ ۲۱ دسامبر ۱۹۷۱ تصویب شد، سندی بین‌المللی دربارهٔ وضعیت در شبه‌قارهٔ هند/پاکستان است. این قطعنامه طی نشست ۱٬۶۲۱ام
با ۱۳ موافق،۰ مخالف و۲ ممتنع تصویب شد.